# نخست‌بز
نخست‌بز (نام علمی: Eotragus) نام یک سرده از تیره گاوان است.